# Ronald D. Coleman

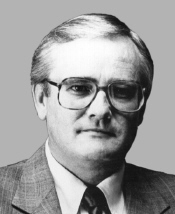
Ronald D. Coleman

Ronald D’Emory Coleman (* 29. November 1941 in El Paso, Texas) ist ein US-amerikanischer Politiker der Demokratischen Partei. Zwischen 1983 und 1997 vertrat er den 16. Kongresswahlbezirk des Bundesstaats Texas im Repräsentantenhaus der Vereinigten Staaten.

## Werdegang
Ronald Coleman besuchte die öffentlichen Schulen seiner Heimat und studierte danach bis 1963 an der University of Texas in El Paso. Danach arbeitete er zeitweise als Lehrer. In den Jahren 1967 bis 1969 war er Hauptmann in der United States Army. Nach einem anschließenden Jurastudium und seiner 1969 erfolgten Zulassung als Rechtsanwalt begann er in El Paso in diesem Beruf zu arbeiten. Von 1969 bis 1973 war er stellvertretender Staatsanwalt im El Paso County. Gleichzeitig schlug er eine politische Laufbahn ein. Von 1973 bis 1982 saß er als Abgeordneter im Repräsentantenhaus von Texas. Im Jahr 1974 war er Delegierter auf einer Versammlung zur Überarbeitung der texanischen Staatsverfassung.
Bei der Wahl 1982 wurde Coleman im 16. Kongresswahlbezirk von Texas in das US-Repräsentantenhaus in Washington, D.C. gewählt, wo er am 3. Januar 1983 die Nachfolge von Richard Crawford White antrat. Er wurde sechsmal wiedergewählt. Im Jahr 1992 war er in den Kongress-Bankenskandal verwickelt.
1996 verzichtete Coleman auf eine weitere Kandidatur und schied am 3. Januar 1997 aus dem Kongress aus. Seither ist er politisch nicht mehr in Erscheinung getreten.